# Hilarographa excellens
Hilarographa excellens es una especie de polilla de la familia Tortricidae.
Fue descrita científicamente por Pagenstecher en 1900.